# Bergentheim
Bergentheim (bas-saxon : Banthum) est un village dans la commune néerlandaise de Hardenberg, dans la province d'Overijssel. Le 1er janvier 2006, le village comptait 3 466 habitants.